# تاريخ بلفاست
يعود تاريخ بلفاست كمستوطنة إلى العصر الحديدي، عندها كانت المدينة عبارة عن مركزا تاريخي وصناعي وتجاري مهم بالمنطقة. ظهرت قيمة المدينة كمركز حضري رئيسي خلال القرن الثامن عشر. اتسم تاريخ المدينة بصراع دينية وطبقية عنيف بين الكاثوليك الأيرلنديين والبروتستانت الأيرلنديين، مما أدى إلى تقسيمها إلى مناطق كاثوليكية وأخرى بروتستانتية.
مع نهاية القرن العشرين عانت هذه المدينة من تراجع ملحوظ في قطاع الصناعة التقليدية وبصفة خاصة قطاع بناء السفن.
خلال السنوات الأخيرة أصبحت مدينة هادئة تعرف تطورا ملحوظا على مستوى كل المجالات خاصة في المناطق الداخلية وسط المدينة، وأيضا في منطقة الميناء.

## بلفاست مدينة تجارية ومركز صناعي
مع بدايات القرن السابع عشر، إكتسبت التجارة البحرية أهمية حقيقية، ما إنعكس إيجابا على إرلندا التي أصبحت بفضل موقعها الإستراتيجي مركزا هاما للتجارة البحرية العالمية في المنطقة الأطلسية، حيث تم إنشاء أول حوض لبناء السفن.
على مدار سنوات القرن السابع عشر وحتى نهايته  فضلت المستعمرات الإنجليزية ومعها الاسكتلنديون والهوجونوت صناعة الكتان. إذ وبعد إلغاء مرسوم نانت، ساهم رحيل هوغينوتس من فرنسا سنة 1685 في تطور صناعة الكتان، الذي كان يصدر نحو إنجلترا.
هذا الازدهار سيستمر ويتعزز أكثر حتى خلال القرن التاسع عشر، عندما أصبحت بلفاست حاضرة صناعية ايرلندية.
تلقت المدينة في سنة 1888 لقب «مدينة» من قبل الملكة فيكتوريا. فارتفع عدد سكانها بشكل ملحوظ، فبعد أن كان بالمدينة سنة 1800 حوالي 20000 نسمة، وصل هذا العدد سنة 1914 إلى حوالي 400000 نسمة. بالموازات مع ذلك شيدت العديد من البنيات التحتية على غرار المباني الفيكتورية.
بحلول عام 1901، كانت بلفاست أكبر مدينة في
أيرلندا. فتجلت أهمية المدينة من خلال بناء المبنى الفخم لمجلس مدينة بلفاست سنة 1906.

## التقسيم (1912-1920)

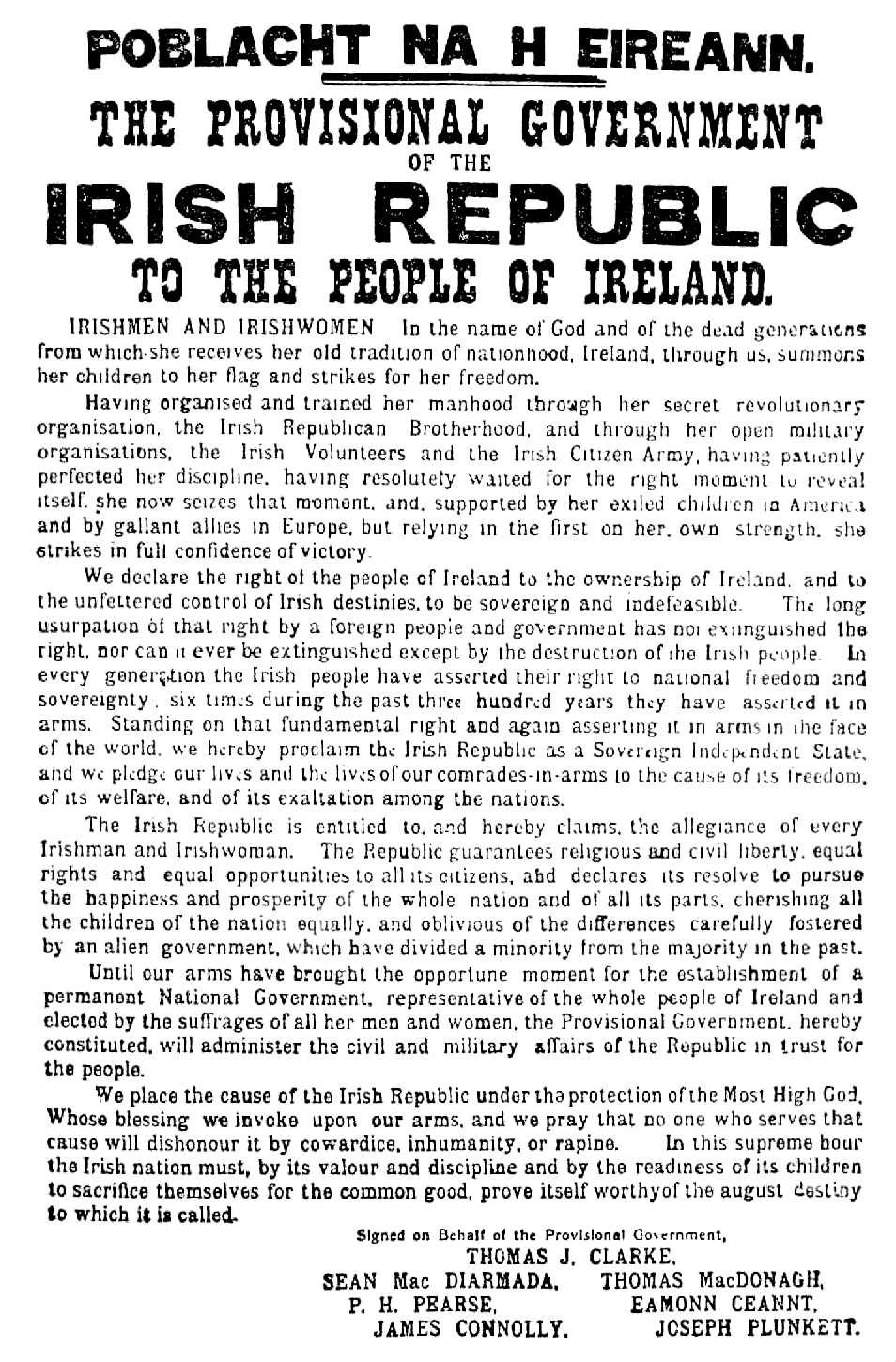
إعلان الجمهورية الإيرلندية، في أسبوع عيد فصح عام 1916

أدت مشاريع منح الحكم الذاتي لإرلندا وإبقائها تحت سيطرة التاج البريطاني إلى اندلاع أعمال شغب في بلفاست بين المؤيدين والمعارضين.
فقام أنصار الحكم الذاتي بإنشاء ميليشيا المتطوعين
الايرلنديين.
بعد أن فاز حزب فين فين بأغلبية المقاعد في أيرلندا، على عكس أولستر التي تكبد فيها الهزيمة، نتيجة لتصويت القوميون في بلفاست لصالح أعضاء الحزب البرلماني الأيرلندي والنقابيين للحزب الاتحادي.
ما أدى إلى اندلاع نزاع بين قوات الأمن والجيش الجمهوري الايرلندي.
بعد اندلاع حرب الاستقلال الأيرلندية في جميع أنحاء الجزيرة، أصبح الوضع أكثر تعقيدا في بلفاست. فاندلع صراع عنيف بين طوائف الإقليم، بين طائفة القوميين المنتمين إلى أقليات دينية أغلبهم كاثوليك، يطالبون بالمساوات في الحقوق ووحدة جمهورية أيرلندا، وطائفة أخرى من النقابيين البروتستانت المنحدرين من مستوطنات القرن السابع عشر، أنصار أيرلندا الشمالية تحت التاج البريطاني.

## الصراع 1920-1922
في 21 يناير 1919، قتل أفراد من الجيش الجمهوري الأيرلندي اثنين من ضباط الشرطة الملكية الإرلندية هما جيمس ماكدونيل وباتريك أوكونيل.
ما أدى إلى اندلاع حرب الاستقلال الأيرلندية من سنة1921 وحتى انتهائها في 11 يوليو 1921.
بالموازات مع ذلك نشأ الصراع، وانتقل من أحواض بناء السفن صوب المناطق السكنية، فكان العنف في البداية جزئيا ردا على مقتل ضابطي الشرطة الملكية الإرلندي جيمس ماكدونيل وباتريك أوكونيل على يد الجيش الجمهوري الإرلندي.
قام المتمردون بمسيرة شملت أحواض بناء السفن في هارلاند وولف في بلفاست، حيث أجبروا أكثر من 7000 من العمال البروتستانت الكاثوليك واليساريين على ترك وظائفهم.
ما أدى إلى اندلاع أعمال شغب طائفية توفي خلالها  حوالي 20 شخصا في ظرف ثلاثة أيام فقط.
بلسبولن  القريبة في 22 أغسطس من نفس السنة، تصاعدت مرة أخرى حدة التوتر بالمدينة، فتوفي ما يزيد عن 33 شخصا خلال الأيام العشرة التالية.
أدت أعمال العنف التي استمرت حتى صيف عام 1922، إلى إحياء قوة أولستر للمتطوعين، التي هي ميليشيا اتحادية شكلت لأول مرة سنة 1912.  بالموازات مع هذا فرض القوميون الجنوبيون مقاطعة على كل السلع المنتجة في بلفاست.
ساهم عاملان أساسيان  في الإسراع بإنهاء هذا الصراع، هما: انهيار الجيش الجمهوري الايرلندي، واندلاع الحرب الأهلية الأيرلندية في الجنوب والتي شتت انتباه الجيش الجمهوري الايرلندي من جهة الشمال.
وفقا لما ذكره المؤرخ روبرت لينش، توفي ما مجموعه 465 شخصا في بلفاست وحدها في صراع 1920-1922، وجرح 091 1 آخرين.
وكان من بين القتلى، كان هناك حوالي 159 من المدنيين البروتستانت، و258 من المدنيين الكاثوليك، إضافة ل35 من قوات التاجالبريطاني و12 من أعضاء الجيش الجمهوري الايرلندي.
مباشرة بعد انتهاء الحرب، أنشأت دولة أيرلندا الحرة في ديسمبر 1921 على ضوء المعاهدة الإنجليزية-الأيرلندية التي تم التصديق عليها في ال14 من نفس الشهر.
في الوقت ذاته ظلت مقاطعات أولستر الستة من جهة الشمال تحت سيادة التاج البريطاني، تحت مسمى دويلة أيرلندا الشمالية، التي سوف تتألف فيما بعد من مقاطعات: أنترم، أرما، لندنديري، دون، فيرماناغ وتيرون. بحلول سنة 1922 صارت مدينة بلفاست عاصمة لها.

## الكساد العظيم

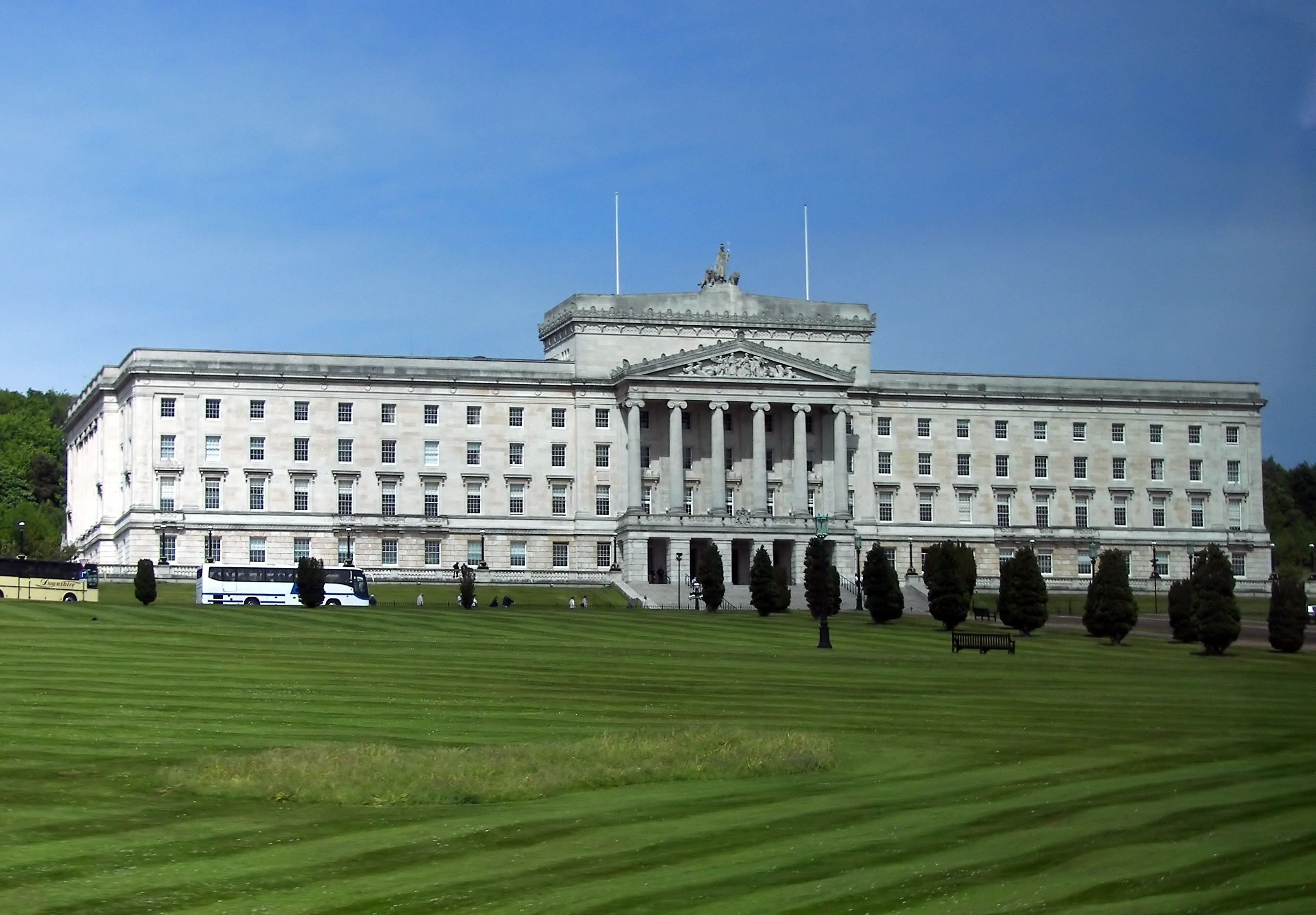
واجهة مبنى البرلمان الكبير في منطقة ستورمونت.

باعتبارها أكبر مدينة في أولستر، أصبحت بلفاست عاصمة لدولة أيرلندا الشمالية، حيث شيد بها مبنى البرلمان الكبير في منطقة ستورمونت في سنة 1932.

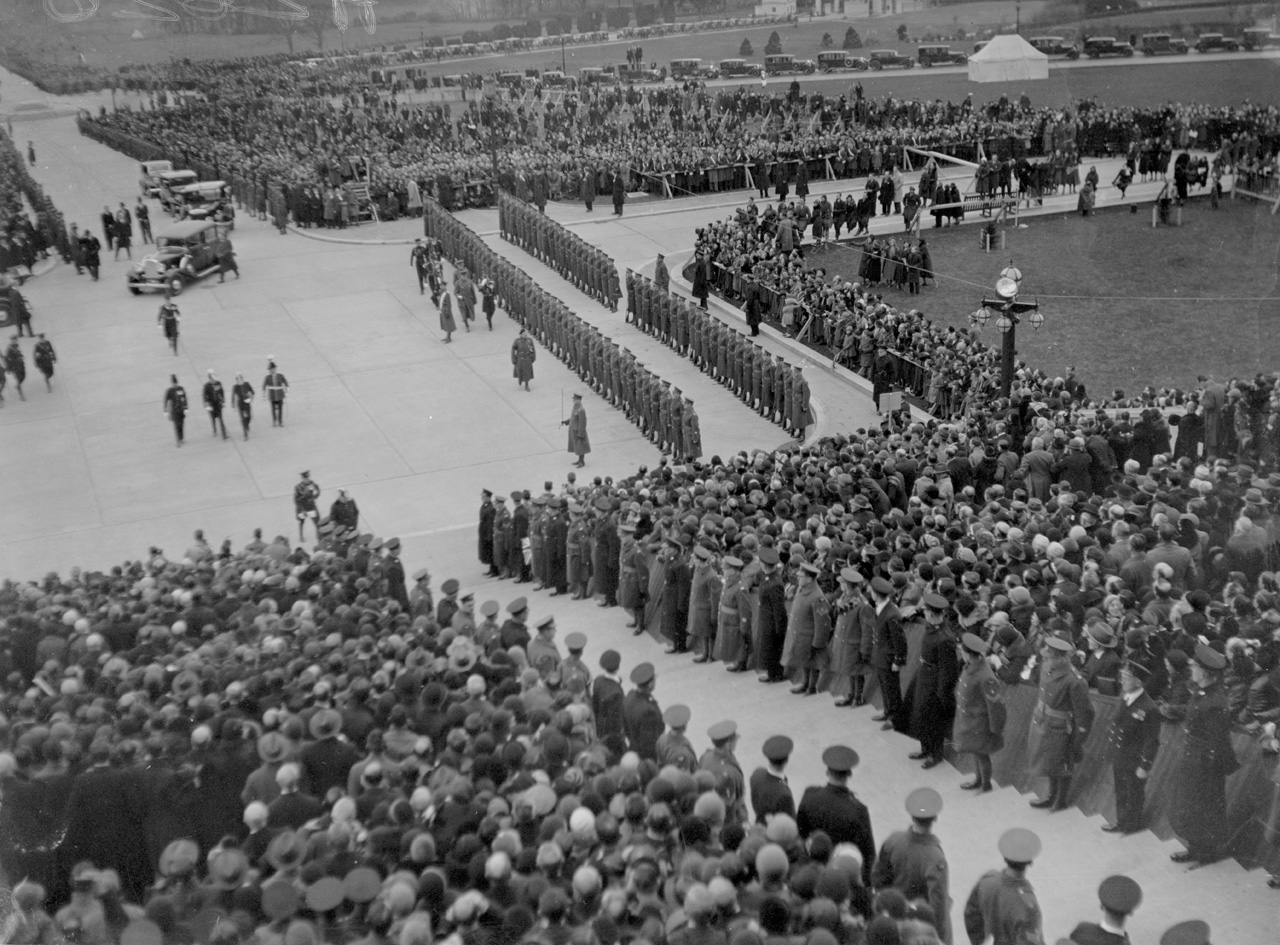
حفل افتتاح مبنى البرلمان الجديد شرق بلفاست سنة 1932.

هيمنت نقابات الطبقة العليا والوسطى على  حكومة أيرلندا الشمالية، ما جعل من ظروف الأجزاء الأكثر فقرا في بلفاست أكثر سوء فكانت العديد من المنازل ضيقة ومكتظة وتفتقر لوسائل الراحة الأساسية، من قبيل الماء الساخن والمراحيض الداخلية إلى غاية سنوات السبعينيات.
معانات  بلفاست إزدادت بشكل خاص بوصول الكساد الكبير  إليها  شأنه شأن باقي المدن والدول الأخرى في جميع أنحاء العالم. ما أنتج موجات توترات اقتصادية واجتماعية واندلاع أعمال شغب وعنف بالمدينة المدينة، لعل أهمها كان ماسمي بأعمال الشغب في الهواء الطلق التي حدثت في سنة  1932 (كانت ذات طابع غير طائفي). 

## الحرب العالمية الثانية
خلال الحرب العالمية الثانية، كانت بلفاست واحدة من بين المدن الرئيسية للمملكة المتحدة التي قصفت من قبل القوات الألمانية.
إعتقدت الحكومة البريطانية أن أيرلندا الشمالية
ستكون في مأمن من القصف الألماني نظرا لبعدها عن المواقع الألمانية، لذلك لم تقم بتجهيزها وإعدادها  ضد الغارات الجوية إلا قليلا. فتم بناء عدد قليل من الملاجئ المضادة للقصف الجوي وعدد قليل من المدافع المضادة للطائرات والتي تم إرسالها أغلبها إلى إنجلترا.
بشكل مفاجئ قصف الألمان مدينة بلفاست في  يوم 15 ابريل 1941، عندما هوجمت المدينة من قبل حوالي مائتان من قاذفات القنابل التابعة لسلاح الجو الألماني.
حيث دمرت كل احياء طبقة العمال في بلفاست بجوار أحواض بناء السفن وأيضا أجزاء من شمال بلفاست، خاصة منطقة نيو لودج وطريق أنتريم. حولي 52% من المساكن في بلفاست دمرت بشكل كامل ، ولقي ما يزيد عن الألف شخص مصرعهم فيما أصيب عدد اخر بجراح.
خارج لندن، كان هذه أكبر خسارة في الأرواح في غارة واحدة خلال الحرب. فأصبح حوالي 100000 شخص من أصل 415000 نسمة بدون مأوى.
ترجع أسباب استهداف بلفاست لكونها مركزا ضخما لصناعة السفن الثقيلة وصناعات الطيران.
لكن وبالرغم من كل ذلك فمن المفارقات التي سجلها التاريخ أن الاقتصاد المحلي قد انتعش خلال نفس الفترة، حيث شهد فترة الحرب طلبا قويا على منتجات هذه الصناعات.

## تاريخ حديث

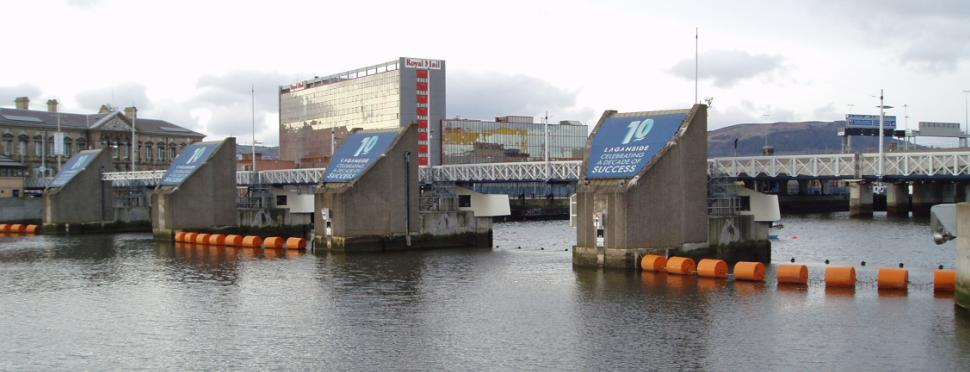
الإهتمام والاستخدام المتزايد لنهر لاغان في جميع أنحاء المدينة،كان حافزا قويا لتطوير المنطقة القريبة منه.

تأسست في سنة 1989 شركة لإعادة إعمار وتطوير المناطق القريبة من نهر لاغان أطلق عليها اسم مؤسسة لاغانزيد. فكان الهدف منها هو استغلال الأراضي والمباني في المنطقة لخدمة الاقتصاد وتشجيع الاستثمار وتطوير التجارة والصناعة من جديد، من أجل خلق بيئة جذابة.
ما شجع على عودة الساكنة للعيش والعمل في هذه هذه الجغرافية، بعد أن وفرت لهم السكن الملائم والمرافق الترفيهية والثقافية.
من بين الأهداف الأخرى لهذه المؤسسة كان أيضا، نشر صورة دولية إيجابية للمدينة بهدف جلب الإستثمارات والسياح.
في 31 أغسطس 1994، قام الجيش الجمهوري الأيرلندي بوقف مؤقت لإطلاق النار.
وبهدف إنهاء النزاعات الأهلية والمذهبية بين الكاثوليك والبروتستانت، تم التوقيع في سنة 1998 على اتفاق الجمعة العظيمة، الذي وضع حدا للحرب الأهلية التي دامت زهاء ثلاثين عاما.
نص إتفاق سنة 1998 المسمى ب«اتفاق بلفاست» على عدة بنود، من بينها إنشاء برلمان مستقل لجمهورية أيرلندا الشمالية وتقديم ضمانات لاحترام الحقوق المدنية وتاسيس مجالس إدارية بيئية وسياحية ولغوية إقليمية، بالإضافة إلى مجلس سياسي بريطاني-أيرلندي.
كما نص أيضا على تشكيل حكومة محلية وتقاسم السلطة بين البروتستانت والكاثوليك.
في سنة 2002، توقف البرلمان بسبب ما سمي بفضيحة التجسس.
أعادت اتفاقات سانت أندروز في سنة 2006، السيد مارتن ماكغينيس من حزب شين فين إلى رئاسة الوزراء. ثم خلفه بعد ذلك إيان بيزلي زعيم الحزب الاتحادي الديمقراطي خلال انتخابات 2007، في أعقاب ذلك استسأنف البرلمان مهامه في شهر أبريل من السنة ذاتها.